# Кюхельбекер, Вильгельм Карлович

Герб рода Кюхельбекеров.

Вильге́льм Ка́рлович фон Кюхельбе́кер (10 [21] июня 1797, Санкт-Петербург — 11 [23] августа 1846, Тобольск) — русский поэт и общественный деятель, друг Пушкина и Баратынского, однокурсник Пушкина по Царскосельскому лицею, коллежский асессор, декабрист.

## Биография
Вильгельм Людвиг фон Кюхельбекер (Вильгельм Карлович Кюхельбекер) родился 10 (21) июня 1797 в Санкт-Петербурге, в семье российских немцев-дворян. Лютеранин.

### Образование
Детство Вильгельма прошло в Лифляндии, в имении Авенорм (ныне Авинурме, уезд Ида-Вирумаа, Эстония), до 6 лет в немецкой семье не знал ни слова по-немецки.
В 1808 году по рекомендации дальнего родственника М. Б. Барклая-де-Толли определён в частный пансион Бринкмана при уездном училище в городе Верро (сейчас Выру, Эстония), который окончил с серебряной медалью.
В 1811 году по рекомендации того же Барклая-де-Толли был принят в Императорский Царскосельский лицей воспитанником первого курса. Товарищ по Лицею А. С. Пушкина, И. И. Пущина, А. А. Дельвига, А. М. Горчакова (лицейские прозвища — «Кюхля», «Гезель», «Беккер Кюхель»), рано проявил интерес к поэзии и начал печататься в 1815 году в журналах «Амфион» и «Сын Отечества».
Окончил Царскосельский лицей в 1817 году с чином IX класса (титулярный советник). На выпускном акте 9 (21) июня 1817 года удостоен серебряной медали за успехи и учёность.

### Служба

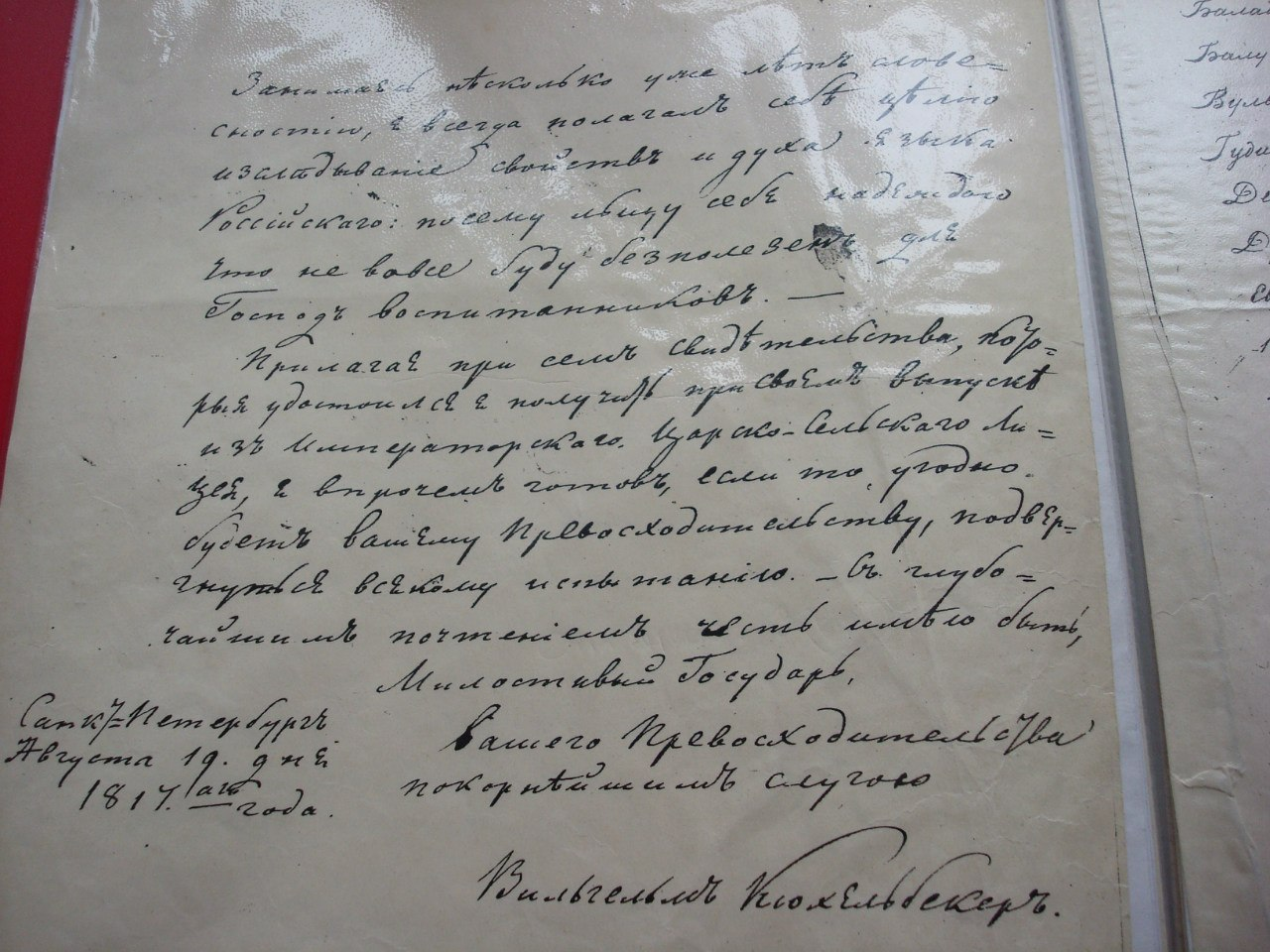
Прошение В. Кюхельбекера о предоставлении ему должности преподавателя словесности в Благородном пансионе при Главном педагогическом институте, 19 августа 1817 года.

По окончании Лицея в 1817 году был зачислен вместе с А. С. Пушкиным в Коллегию иностранных дел. С 1817 по 1820 год преподавал русский и латинский языки в Благородном пансионе при Главном Педагогическом институте, где среди его учеников были Михаил Глинка и младший брат А. С. Пушкина, Лев. 9 (21) августа 1820 года вышел в отставку. 8 (20) сентября 1820 выехал за границу в должности секретаря обер-камергера А. Л. Нарышкина. Ехал через Германию на юг Франции (в Марсель). В марте 1821 года приехал в Париж, где читал публичные лекции о славянском языке и русской литературе в антимонархическом обществе «Атеней». Лекции были прекращены из-за их «вольнолюбия» по требованию русского посольства. Кюхельбекер вернулся в Россию.
Был членом масонской ложи «Михаила Избранного» великой ложи Астреи до её закрытия в 1822 году.
С конца 1821 года по май 1822 года служил чиновником особых поручений с чином коллежского асессора при генерале Ермолове на Кавказе, где познакомился с А. С. Грибоедовым. Схожесть характеров и судеб вскоре сблизили литераторов — добрую память о дружбе с Грибоедовым, быстро перешедшей в преклонение, Кюхельбекер пронёс через всю свою жизнь.
После дуэли с Н. Н. Похвисневым (дальним родственником Ермолова) был вынужден оставить службу и вернуться в Россию.

### В отставке
После отставки год прожил в имении своей сестры Ю. К. Глинки в деревне Закуп Духовщинского уезда Смоленской губернии. 30 июля (11 августа) 1823 года переехал в Москву. Преподавал в женском пансионе Кистера, давал частные уроки.
В апреле 1825 года переехал в Санкт-Петербург. Жил у своего брата Михаила Карловича в казармах Гвардейского экипажа, а с октября того же года у князя А. И. Одоевского в доходном доме Булатова на Почтамтской улице.

## Декабрист

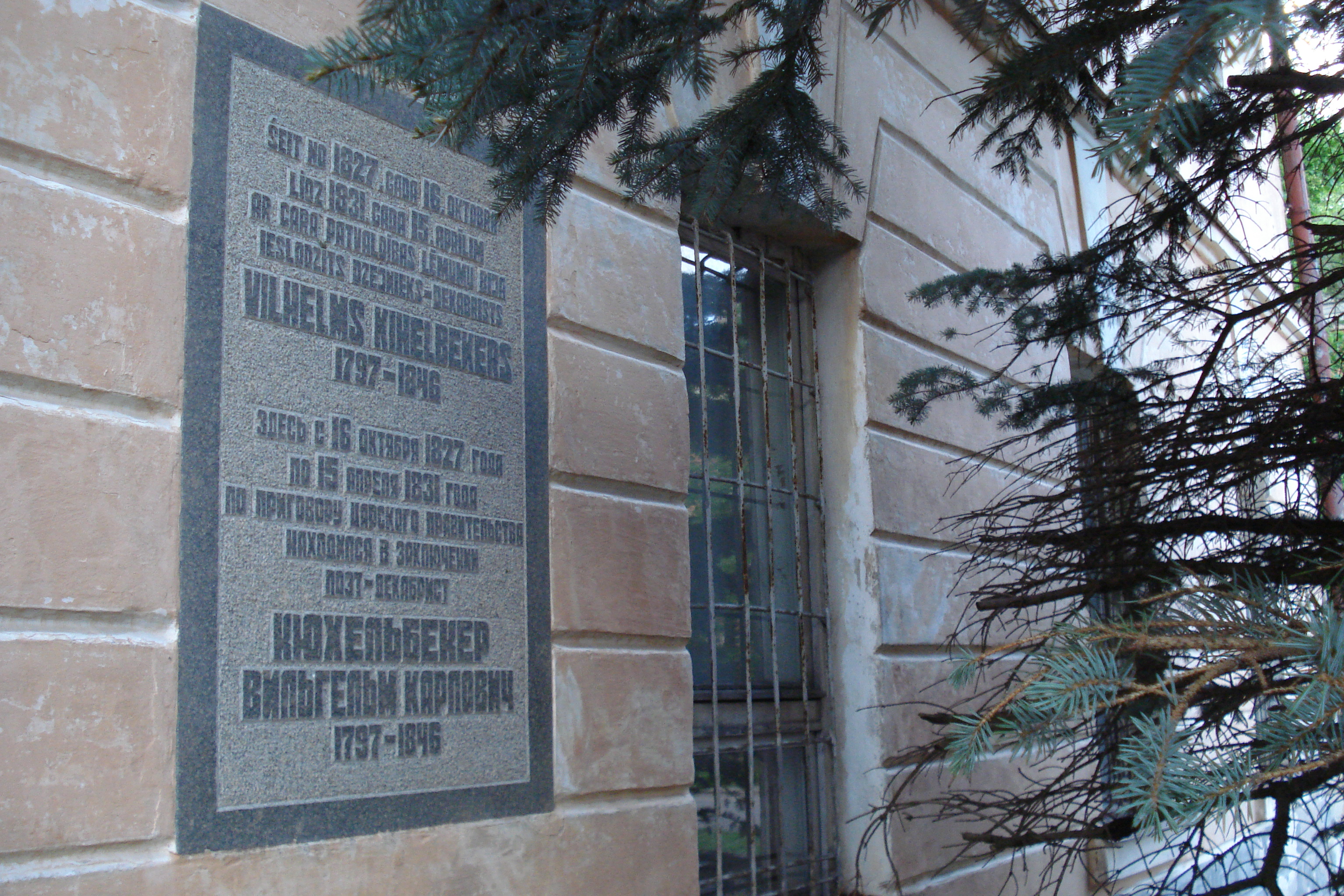
Памятная доска в честь Вильгельма Кюхельбекера, в бывшей Динабургской крепости

С 1817 года состоял в тайной преддекабристской организации «Священная артель». За две недели до восстания 14 декабря 1825 года был введён К. Ф. Рылеевым в Северное тайное общество.
14 (26) декабря 1825 года был на Сенатской площади с восставшими, вооружённый палашом (который отдал Л. С. Пушкину) и пистолетом; ездил в Гвардейский экипаж, где служил его брат Михаил, в казармы лейб-гвардии Московского полка с известием о начале действий; неудачно пытался стрелять в брата императора, великого князя Михаила Павловича (помешал выстрелу матрос Сафон Дорофеев) и генерала А. Л. Воинова (пистолет дважды дал осечку).
После поражения восставших предпринял побег за границу. Вильгельм Кюхельбекер и его слуга Семён Титов Балашов уехали из Санкт-Петербурга и, пройдя мимо заставы, наняли извозчика, с которым доехали до села Горки Великолукского уезда, где остановились у помещика Петра Степановича Лаврова. 26 декабря 1825 (7 января 1826) года отправились в деревню родственника Кюхельбекера Ивана Львовича Албрехта. Оттуда Кюхельбекер заехал в имение своей сестры Закуп, где староста дал извозчика Григория Денисова, с которым беглецы доехали до Борисова. Не доезжая Борисова, Кюхельбекер отправил Григория Денисова домой. 6 (18) января 1826 года проехали Минск, 9 (21) января 1826 года проехали Слоним, затем в деревню возле местечка Цехановец. Оттуда Кюхельбекер отправился в Варшаву, а Семён Балашов — домой через Слоним, где был арестован и закован в железа, снятые с него 30 апреля (12 мая) 1826 года. У него нашли подложные документы на имя 50-летнего отставного солдата Кексгольмского мушкетёрского полка из дворян Матвея Прокофьева Закревского. 19 (31) января 1826 года в Праге (предместье Варшавы) Кюхельбекер спросил унтер-офицера лейб-гвардии Волынского полка Григорьева об офицере лейб-гвардии Конной артиллерия С. С. Есакове, но был Григорьевым опознан и арестован, хотя представился крепостным слугой барона Моренгейма. У Кюхельбекера были подложные документы на имя плотника села Скачково Скачковской волости Духовщинского уезда Ивана Алексеева Подмастерникова.
25 января (6 февраля) 1826 года доставлен в Санкт-Петербург в кандалах. Помещён в Петропавловскую крепость 26 января (7 февраля) 1826 года, в каземат № 12 Алексеевского равелина.

### Тюремное заключение
Осуждён по I разряду и по конфирмации 10 (22) июля 1826 года приговорён к каторжным работам сроком на 20 лет. Приметы: рост 2 аршина 9 4/8 вершков (184,5 см), «лицом бел, чист, волосом черн, глаза карие, нос продолговат с горбиною».
22 августа (3 сентября) 1826 года срок каторги был сокращён до 15 лет. 30 апреля (12 мая) 1827 года заключён в Шлиссельбургскую крепость. 12 (24) октября 1827 года по указу императора вместо Сибири отправлен в арестантские роты при Динабургской крепости (ныне в Даугавпилсе, Латвия), куда прибыл 17 (29) октября 1827 года. 15 (27) апреля 1831 года Кюхельбекер был отправлен в Ревель через Ригу, куда прибыл 19 апреля (1 мая) 1831 года и содержался в Вышгородском замке. Из Ревеля 7 (19) октября 1831 года отправлен в Свеаборг, в арестантские роты, куда прибыл 14 (26) октября 1831 года.

### Ссылка
По указу от 14 (26) декабря 1835 года определён на поселение в заштатный город Баргузин Иркутской губернии (ныне село Баргузин Баргузинского района Бурятии).

#### В Баргузине
Прибыл в Баргузин 20 января (1 февраля) 1836 года. Здесь уже жил его младший брат Михаил. Братья Кюхельбекеры завели большое хозяйство, выращивали новые для Сибири сельскохозяйственные культуры. Михаил открыл в своём доме для местных жителей бесплатную школу. По предположениям В. Б. Бахаева, Вильгельм преподавал в этой школе.
Продолжал заниматься литературной деятельностью: писал стихотворения, поэмы, элегии, критические статьи, переводил с европейских и древних языков, завершил «Дневник», этнографический очерк «Жители Забайкалья и Закаменья», поэму «Юрий и Ксения» , историческую драму «Падение дома Шуйского», роман «Последний Колонна» и другие. В письме Пушкину 12 февраля 1836 г. сообщил интересные наблюдения о бурятах, кавказских горцах и тунгусах.
15 (27) января 1837 года женился на дочери баргузинского почтмейстера Дросиде Ивановне Артеновой (1817—1886).

#### Акшинская крепость
По собственной просьбе 16 (28) сентября 1839 года был переведён в Акшинскую крепость. Выехал из Баргузина в январе 1840 года. В Акше давал частные уроки дочерям майора А. И. Разгильдеева. 9 (21) июня 1844 года получил разрешение на переезд в деревню Смолино Курганского округа Тобольской губернии и 2 (14) сентября 1844 года выехал из Акши.

#### Курган

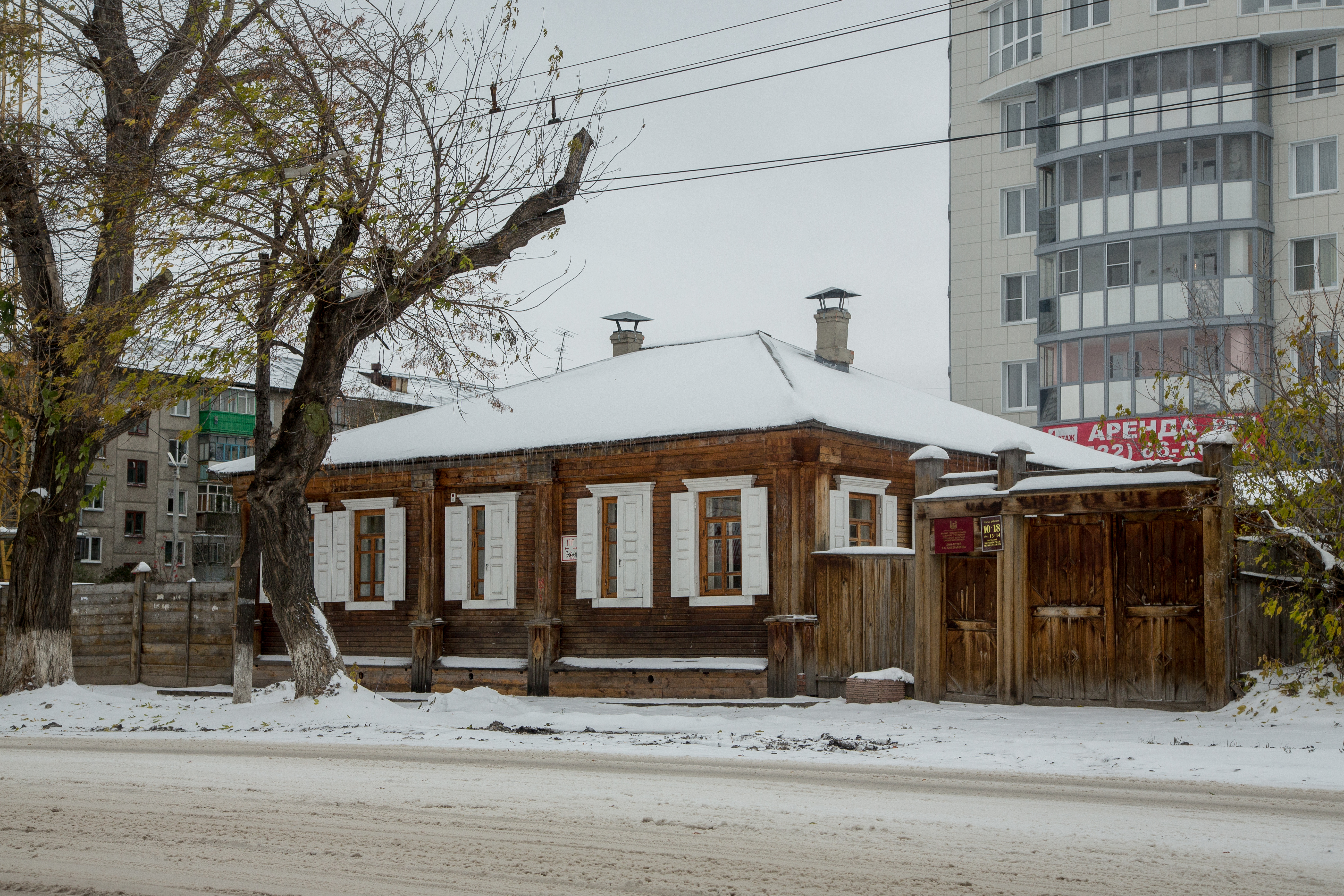
Дом-музей В. К. Кюхельбекера в Кургане.

С 25 марта (6 апреля) 1845 года Вильгельм Кюхельбекер жил в Кургане, где потерял зрение. Сначала жил у Николая Петровича Рихтера, учителя русского языка Курганского уездного училища. Судя по дневнику Кюхельбекера, в свой дом семья перебралась 21 сентября (3 октября) 1845 года, причём сам декабрист был «вдобавок больной», хотя уже на следующий день принимал гостя, ссыльного поляка П. М. Вожжинского. До въезда семьи Кюхельбекера дом принадлежал ссыльным полякам Эразму и Анели Клечковским, которые переехали в освободившийся дом А. Е. Розена. 24 октября (5 ноября) 1842 года Анели Клечковская продала дом за 400 рублей серебром жене отставного сотника Филимона Алексеевича Киниженцева Марии Фёдоровне. Весной или летом 1845 года сестра декабриста, Ю. К. Глинка, купила в Кургане одноэтажный деревянный дом, записанный на Дросиду Ивановну. Общая площадь дома была 103 квадратных метра.
Благодаря краеведческому исследованию Бориса Николаевича Карсонова удалось с точностью доказать: Кюхельбекер жил в самом Кургане, хотя в письмах высоким сановникам в столицу ссыльный утверждал, что живёт в Смолино. В своём историческом очерке Борис Карсонов пишет: «Вильгельму нравился свой дом: четыре больших комнаты да посредине две маленьких. Впервые в сибирском изгнании он заимел отдельный кабинет. Правда, скудно было убранство его, даже по курганским меркам».

#### Тобольск
28 января (9 февраля) 1846 года Кюхельбекеру было разрешено выехать на лечение в город Тобольск, куда он прибыл 7 (19) марта 1846 года.

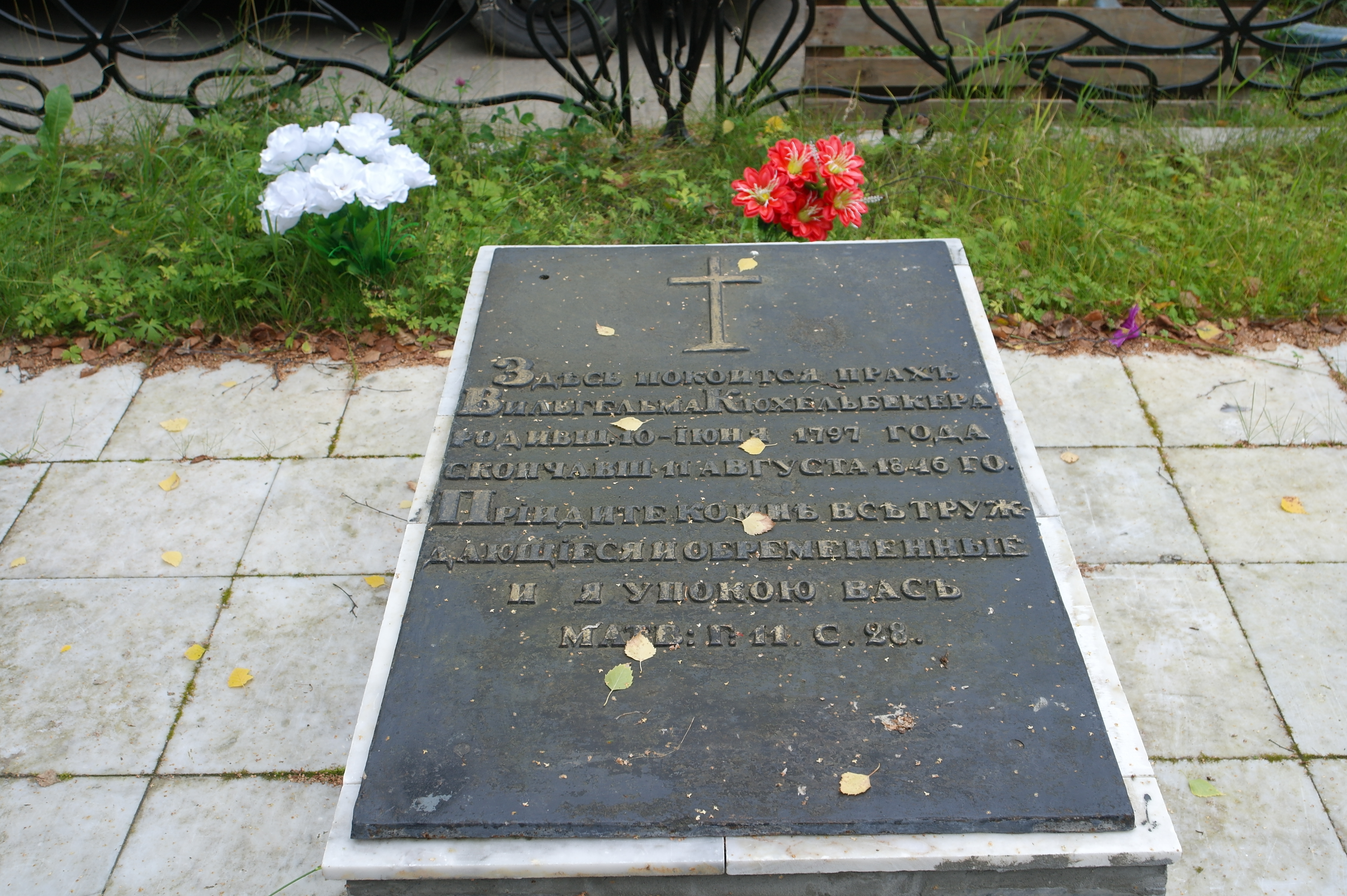
Могила В. К. Кюхельбекера на Завальном кладбище Тобольска.

Вильгельм Карлович Кюхельбекер умер от чахотки 11 (23) августа 1846 года в Тобольске Тобольской губернии Западно-Сибирского генерал-губернаторства, ныне в Тюменской области. Он до самой смерти был в движении, а за день до кончины ходил по комнате и рассуждал ещё о том, что, несмотря на дурную погоду, он чувствует себя как-то особенно хорошо. Похоронен на Завальном кладбище.
По всеподданнейшему докладу графа А. Ф. Орлова Ю. К. Глинке 8 (20) июня 1847 года разрешено взять к себе на воспитание оставшихся после смерти её брата малолетних детей Михаила и Юстину с тем, чтобы они именовались не по фамилии отца, а Васильевыми. Михаил в 1850 году под этой фамилией был определён в Ларинскую гимназию, по окончании её поступил в 1855 году в Петербургский университет на юридический факультет, с 1863 года служил прапорщиком Царскосельского стрелкового батальона. По манифесту об амнистии 26 августа (7 сентября) 1856 детям дарованы права дворянства и возвращена фамилия отца.
Вдова Кюхельбекера 7 (19) июля 1849 года продала дом в Кургане мещанину Василию Федоровичу Романову (был женат на Глафире, родной сестре Николая Рихтера), а через год уехала к родственникам в Иркутскую губернию, где получала от казны пособие в 114 руб. 28 коп. серебром в год. По ходатайствам генерал-губернатора Восточной Сибири М. С. Корсакова и чиновника особых поручений при нём А. Макарова ей с 1863 года выдавалось ещё пособие от Литературного фонда 180 руб. в год. В сентябре 1879 года она выехала в Казань, а затем в Санкт-Петербург, после смерти сына возбудила ходатайство о восстановлении прежней пенсии, которая выплачивалась ей до отъезда из Сибири, ходатайство удовлетворено 24 июня (6 июля) 1881. На её похороны выдано 150 рублей по ходатайству кн. М. С. Волконского, сына декабриста, 19 (31) мая 1886.

## Семья
Отец — статский советник Карл-Генрих фон Кюхельбекер (Карл Иванович) (28 декабря 1748 (8 января 1749)—6 (18) марта 1809), саксонский дворянин, агроном, первый глава города Павловска (1781—1789).
Мать — Юстина Яковлевна Ломен (Justina Elisabeth von Lohmann или Lohmen) (20 (31) марта 1757—26 марта (7 апреля) 1841).
Старший брат — Федор Карлович Кюхельбекер, офицер Главного штаба, погиб в битве при Остроленке 4 (16) февраля 1807.
Младший брат — Михаил Карлович Кюхельбекер (1798—1859).
Старшая сестра — Устинья Карловна Глинка (12 (23) июля 1784—15 (27) июля 1871), вышла замуж за Г. А. Глинку, в браке с которым у них родились три сына и три дочери.
Сестра — Ульяна (Юлия) Карловна Кюхельбекер (1 (12) февраля 1795—9 (21) июля 1869), из-за брата она была уволена из Екатерининского института, где состояла классной дамой.
Жена (с 15 (27) января 1837 года) — Дросида Ивановна Артенова (1817—1886), дочь баргузинского почтмейстера.
Дети:
- Фёдор (родился мёртвым — 12 (24) июня 1838),
- Михаил (28 июля (9 августа) 1839—22 декабря 1879 (3 января 1880)), подполковник. У него сын Виктор (26 мая (7 июня) 1879, Варшава — 15 ноября 1950, Лодзь)
- Иван (21 декабря 1840 (2 января 1841)—27 марта (8 апреля) 1842)
- Юстина (Устинья, 6 (18) марта 1843—?), в замужестве Косова. У неё дочери: Юстина, Вера, Наталья, Александра (в замужестве Чиж).

## Память
В честь В. К. Кюхельбекера получили название:
- Железнодорожная станция Кюхельбекерская в посёлке Янчукан, Бурятия, на Байкало-Амурской магистрали[20].
- Улица Кюхельбекера в Кургане (микрорайон Смолино).
- Улица Кюхельбекера (Kiheļbekera iela) в Даугавпилсской крепости (город Даугавпилс, Латвия), 13 декабря 2007 года переименована в ул. Константина (по Константиновским воротам крепости, куда ведёт)[21].
- Памятная доска на стене Комендантского управления Динабургской крепости, открыта 28 декабря 1975 года в рамках 150-летия восстания декабристов (14/26 дек.1825 года), ул. Коменданта,7 (тыльная сторона здания)[22].
- Улица Кюхельбекера в селе Акша Забайкальского края.
- Дом-музей Кюхельбекера[23], открыт 13 декабря 2005 года, расположен г. Курган, ул. Куйбышева, 19.

## Адреса

### В Санкт-Петербурге
- 1817—1819 — мезонин Благородного пансиона при Главном педагогическом институте — набережная реки Фонтанки, 164;
- лето 1825 года — квартира Н. И. Греча в доме А. И. Косиковского — Невский проспект, 15;
- 10. — 14.12.1825 года — квартира А. И. Одоевского в доходном доме Булатова — Исаакиевская площадь, 7.

### В Кургане
- Ул. Р. Люксембург, 25 в посёлке Смолино[24]
- Дом-музей В. К. Кюхельбекера — ул. Куйбышева, 19 (Объект культурного наследия федерального значения)[25]

## Литературная деятельность
С 1815 года Кюхельбекер публикует стихи в разных журналах, с 1823 года по 1825 год издаёт с А. С. Грибоедовым и В. Ф. Одоевским альманах «Мнемозина». В начале 20-х годов активно выступает против сентиментализма. Его перу принадлежат следующие сочинения: пасхальный гимн «Душа моя, ликуй и пой», трагедия «Аргивяне» (1822—1825), «Смерть Байрона» (М. 1824), «Шекспировы духи» (1825), «Ижорский» (1825), отрывки из дневника и поэма «Вечный жид».
Кюхельбекер был сотрудником Вольного общества любителей российской словесности с 10 ноября 1819 года и действительным членом общества с 3 января 1820 года.

## Сочинения
- «Смерть Байрона», (1824);
- «Тень Рылеева», (1827),
- «Аргивяне», (1822—1825),
- «Прокофий Ляпунов», (1834),
- «Ижорский» (опубл. 1835, 1841, 1939),
- «Вечный жид», (опубл. 1878),
- «Последний Колонна», роман (1832—1843; опубл. в 1937 году)
- «Дневник» (написан в заключении, опубл. в Ленинграде в 1929 году), см. также: Дневник В. К. Кюхельбеккера. // Русская старина, 1875. — Т. 13. — № 8. — С. 490—531; Т. 14. — № 9. — С. 75-91.
- Собрание стихотворений декабристов. — Лейпциг, 1862. — Т. 2;
- Сочинения. Т. 1-2 / Ред. и примеч. Ю. Тынянова. — Ленинград : Сов. писатель, 1939. — 20 см. (Библиотека поэта)
  - Т. 1: Лирика и поэмы. — XXX, 482 с., 11 л. ил., портр., факс. : факс., ил., портр., факс.
  - Т. 2: Драматические произведения. — 492 с., 2 л. ил., портр. : ил., портр.
- Избранные произведения: В 2 т. — М.; Л., 1967.